# Jugendkompanie
Jugendkompanien waren während des Ersten Weltkrieges freiwillige Einrichtungen zur vormilitärischen Ausbildung in Deutschland.

## Geschichte
Vorläufer gab es vor dem Krieg in den Jugendwehren und einige Kompanien gingen auch aus diesen hervor. Vielerorts handelte es sich aber um Neugründungen. Im Sommer 1914 gab es Pläne eine allgemeine „Heeresvorschulpflicht“ für Jugendliche vom vollendeten 13. bis zum 20. Lebensjahr einzuführen. Diese Überlegungen scheiterten an finanziellen, organisatorischen und politischen Hindernissen. Stattdessen kam es zur Bildung sogenannter Jugendkompanien auf freiwilliger Basis. Innerhalb kurzer Zeit entstanden allein in Preußen bis Dezember 1914 7000 solcher Einheiten. Die Zahl der Mitglieder lag bei etwa einer halben Million.
Aus dem kleinen Dorf Müschede im Sauerland wurde berichtet, dass der Einheit 1915 etwa 50 bis 60 Jungen angehörten, die jeden Sonntag hinter einem Spielmannszug ausrückten und im Gelände paramilitärische Übungen absolvierten. Neben den wöchentlichen Übungen schrieb das Kriegsministerium wehrsportliche Wettbewerbe aus, die zwischen den Einheiten auf verschiedenen Ebenen stattfanden.
Teilweise unterstellten die örtlichen Sportvereine ihre Jugendabteilungen den Jugendkompanien, teilweise gründeten die Vereine eigene Jugendkompanien, um Einfluss auf den Übungsbetrieb nehmen zu können. Wie erfolgreich die Kompanien Jugendliche auf Dauer motivieren konnten, hing von den treibenden Kräften vor Ort ab. Wo es in der Sache stark engagierte Personen, ein abwechslungsreiches Programm gab oder wo es gelang die Kompanien als „Ehrendienst“ zu stilisieren, konnte es gelingen, zahlreiche Jugendliche für längere Zeit zu erreichen. Wo sich die Tätigkeit stumpf nach den Vorschriften der Rekrutenausbildung richtete, war dies nicht der Fall.
Insgesamt waren die Jugendkompanien wenig erfolgreich und sie zerfielen zumeist schnell wieder. Nur wenn es materielle Anreize wie zusätzliche Lebensmittel gab, stieg die Beteiligung wieder an. Sowohl einige stellvertretende Generalkommandos wie auch die Unternehmer standen ihnen eher ablehnend gegenüber, weil ihnen die volle Arbeitskraft der Jugendlichen wichtiger erschien als Geländespiele.